# H·律敦治
賀穆士治.律敦治，（Hormusjee Ruttonjee，1860年6月22日—1944年12月20日），是一位在香港的巴斯人，在孟買出生。H.律敦治於1884年抵港，在香港及廣州的洋行工作，1887年成立律敦治洋行（H. Ruttonjee & Son）。1913年將公司交給兒子J.H.律敦治打理，公司發展為知名家族企業。1898年英國租借新界後，律敦治父子開始在深井購入大量土地，在1930年代初期在深井興建香港首座釀酒廠香港啤酒廠有限公司（Hong Kong Brewery），持有大量深井物業，並且興建白樓作為別墅。後來白樓被香港政府購買作為香港公務員宿舍，1995年被有關香港政府部門闢作展覽中心，介紹《香港機場核心計劃》，於1996年年初開放。古物諮詢委員會於2010年1月22日將白樓確認評為三級歷史建築。兒子J.H.律敦治在1943年成立了「香港防癆會」（香港防癆心臟及胸病協會前身）。孫兒為前香港立法局議員鄧律敦治。